# Linda Hambäck
Linda Maria Yoon-Zin Hambäck, född 10 november 1974 i Seoul, är en svensk filmregissör, filmproducent och manusförfattare. Hon har främst arbetat med animerad film och barnfilm, och Liten Skär och alla små Brokiga är regisserad efter hennes manus. 2017 års Gordon & Paddy var hennes första animerade långfilm, och två år senare fick hon motta priset Gullspira för sina filminsatser.

## Biografi
Linda Hambäck föddes i Sydkorea och adopterades därefter av en svensk familj. Hambäck studerade till TV-producent vid Dramatiska institutet, där hon tog examen 1998. Dessförinnan har hon bland annat studerat film på Högskolan i Skövde.
1998 producerade Hambäck sina första kortfilmer, då regisserade av medstudenten Marcus Olsson. Därefter verkade Hambäck som projektledare för Faust i Piteå, där bland annat Figge Norling, Tova Magnusson, Simon Norrthon och Malin Cederbladh medverkade som skådespelare. 2000 producerade hon I väntan på bruden.

### Hos Filmtecknarna
2005 började Linda Hambäck arbeta på Filmtecknarna, en gruppering som mest arbetade med reklamfilm. Senare har hon arbetat med Filmtecknarna Fiction, där man producerat kort- och långfilmer samt TV-serier. Hambäcks inriktning har hädanefter varit inom animerad film och filmer för barn, som producent.
Jonas Odells animerade spelfilm Lögner (2008) hade Hambäck som producent, och tre år fortsatte duons samarbete med Tussilago. I båda filmerna blandas animation med dokumentärt material, i det senare fallet om planeringen inför att kidnappa ministern Anna-Greta Leijon. Båda filmerna belönades med Guldbaggen för bästa kortfilm.
De animerade delarna i den Oscarsbelönade dokumentärfilmen Searching for Sugar Man (2012) producerades av Linda Hambäck.
Åren 2010–2012 var Hambäck producent för Vem-filmerna, Jessica Lauréns filmer efter Stina Wirséns barnböcker. Sammanlagt blev tio av Wirséns barnboksberättelser film. Wirsén regisserade själv 2012 Liten Skär och alla små Brokiga, efter Hambäcks och Wirséns manus och med Hambäck som producent. Filmen ledde till en uppflammade kulturdebatt av typen mediedrev, där filmfiguren "Lilla Hjärtat" av en del ansågs vara en rasistisk stereotyp. Få debatterande frågade däremot historiens manusförfattare, adoptivbarn från Sydkorea, om hur hon såg på ämnet.

### Eget bolag
Därefter regisserade Hambäck sin första icke-animerade kortfilm Fighting Spirit. Det skedde på hennes eget nystartade filmbolag LEE Film. Ämnet var Mikaela Laurén, som under sitt varit elitsimmare, suttit i fängelse och blivit världsmästare i boxning.
På senare år har ett antal etablerade skådespelare och musiker givit röst till rollfigurer i Hambäcks filmer. I 2014 års Tänk om… (efter den Augustprisnominerade boken av Lena Sjöberg) medverkade Nina Persson. Två år senare kom Bajsfilmen – Dolores och Gunellens värld, efter Pernilla Stalfelts berättelser. Där gjorde komikerna Mia Skäringer och Klara Zimmergren de båda titelfigurernas röster, och Rikard Wolff medverkade som berättare.

### Långfilmsproduktioner
2017 kom Linda Hambäcks första animerade långfilm, under titeln Gordon & Paddy. Den baserar sig på barnboksserien om Kommissarie Gordon, skriven av Ulf Nilsson och illustrerad av Gitte Spee. Stellan Skarsgård, som tidigare fungerat som berättarröst till Liten Skär och alla små Brokiga, tog här hand om rösten som Gordon. Skarsgård har även medverkat i ett antal andra av Hambäcks filmer, på grund av sitt intresse för filmmaterialet. Filmens "Paddy" fick röst av Melinda Kinnaman och "Valdemar" av Felix Herngren, och även Hambäcks två barn och man finns med som röster i filmen. Filmen fick världspremiär vid 2017 års filmfestival i Berlin. Vid 2019 års guldbaggegala fick Hambäck motta Gullspira för sina insatser inom barn- och ungdomsfilm.
Under 2019 och 2020 har Linda Hambäck arbetat med sin animerade film Apstjärnan, efter Frida Nilssons bok med samma namn. Den planeras ha svensk biopremiär i december.

## Filmografi
Nedan listas filmer som Linda Hambäck var medansvarig för. Hon har i de flesta fall varit producent; övrig medverkan specificeras.
- Faust i Piteå (1999, projektledare)
- I väntan på bruden (2000)
- Bruno Is Back (2001, produktionsassistent)
- Lögner (2008)
- Vems mormor? / Vems byxor? / Vem? / Vem är var? / Vem är borta? / Vem är söt? / Vem är död? / Vem är arg? / Vem blöder? / Vem bestämmer? (alla 2010)
- Tussilago (2010)
- Vem sover inte? (2011)
- Vemfilmerna del 3 (2012)
- Liten Skär och alla små Brokiga (2012, även manus och regi)
- Fighting Spirit (2013, även manus och regi)
- Tänk om… (2014, även manus och regi)
- Bajsfilmen – Dolores och Gunellens värld (2016, även regi)
- Gordon och Paddy (2017, även regi)
- Apstjärnan (2021, även regi)
- Vem är vem? (2024, även regi)
- Dante (2026, även manus och regi)

## Utmärkelser
- Gullspira (vid Guldbaggegalan 2019)[4]